# 倪晋仁
倪晋仁（1962年8月—），汉族，山西山阴人，中国治河工程、环境工程学家，中华人民共和国政治人物，第九、十、十一、十四届全国政协委员。
1982年毕业于武汉水利电力学院治河工程系（今武汉大学水利水电学院治河专业），1985年和1989年在清华大学水利工程系水力学及河流海岸动力学专业分获硕士和博士学位，之后在北京大学城市与环境学系从事博士后研究。
加入中国民主建国会，担任民建中央委员、北京大学环境科学与工程学院副院长。2008年，当选第十一届全国政协委员，代表中国民主建国会，分入第八组。并担任人口资源环境委员会专委。
2015年12月当选为中国科学院技术科学部院士。
2022年12月，当选民建第十二届中央常委。